# Marnie
Marnie (en España, Marnie, la ladrona) es una película de suspenso psicológico y expresionismo del cine estadounidense de 1964 dirigida por Alfred Hitchcock y basada en la novela homónima de Winston Graham. Está protagonizada por Sean Connery y Tippi Hedren.
Marnie se convirtió en un hito de la filmografía de Hitchcock por varias razones. Fue la última vez que una "rubia hitchcockiana" tendría un papel central en una de sus películas. También fue la última ocasión en que trabajaría con varios de sus miembros clave del equipo: el director de fotografía Robert Burks (su decimosegunda película para Hitchcock), el editor George Tomasini (quien moriría poco después del estreno) y el compositor Bernard Herrmann, quien fue despedido durante la producción de Cortina rasgada debido a que Hitchcock y el estudio querían una banda sonora "pop" más contemporánea para la película.

## Argumento

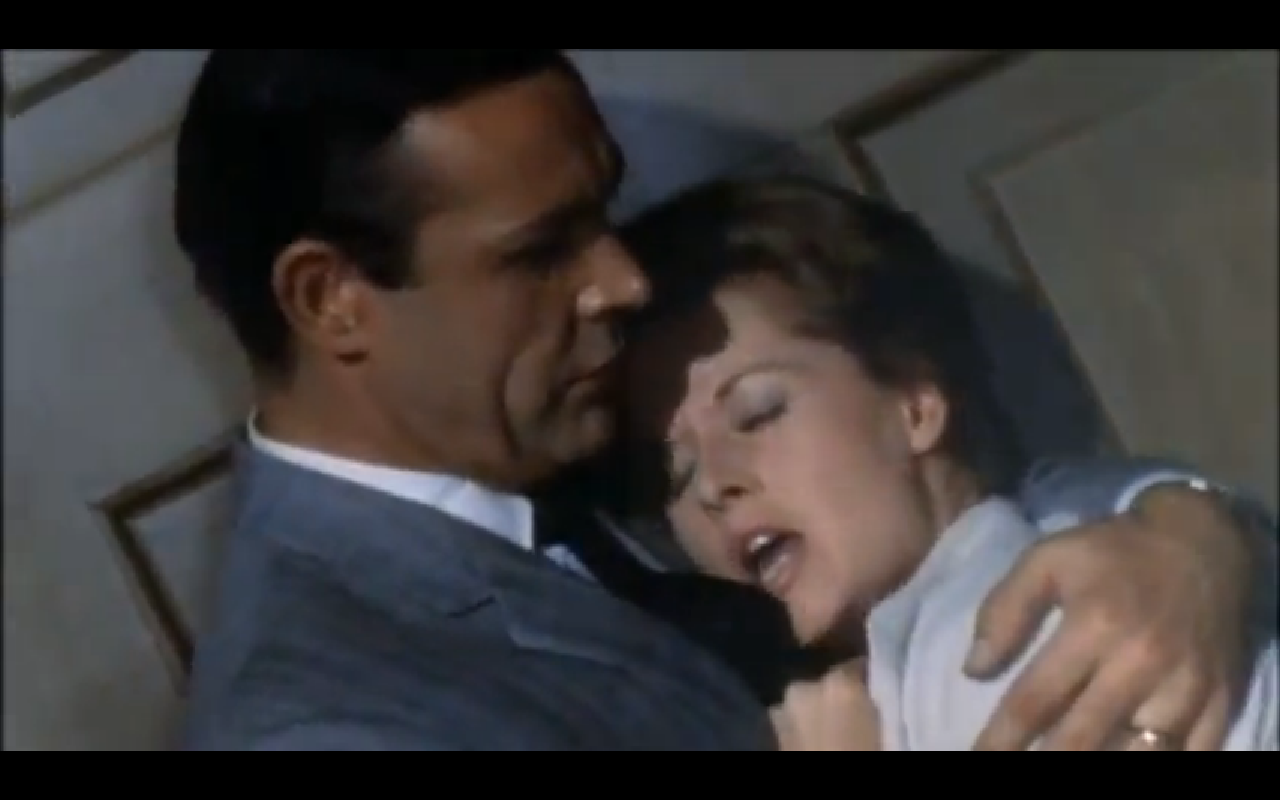
Mark (Sean Connery) y Marnie (Tippi Hedren).

Margaret "Marnie" Edgar, haciéndose pasar por Marion Holland, huye con casi $10.000 que robó de la caja fuerte de la empresa de su empleador, Sidney Strutt, el director de una empresa de consultoría fiscal, a quien había convencido para que la contratara sin referencias. Mark Rutland, un viudo rico que posee una empresa editorial en Filadelfia, se reúne con Strutt por negocios; se entera del robo y recuerda a Marnie de una visita anterior.
Marnie viaja a Virginia, donde cuida un caballo llamado Forio. Luego visita a su madre inválida, Bernice, a quien mantiene económicamente, en Baltimore. Marnie sufre pesadillas recurrentes y tiene una intensa aversión al color rojo, lo que desencadena su histeria.
Unos meses después, haciéndose pasar por Mary Taylor, Marnie solicita un trabajo en la empresa de Mark. Mark la contrata después de reconocerla, diciéndole crípticamente a su compañero de trabajo, cuando pregunta por qué está aceptando a un solicitante sin referencias, que es un "espectador interesado". Mientras trabaja horas extras los fines de semana con Mark, Marnie tiene un ataque de pánico durante una tormenta eléctrica. Mark la consuela y luego la besa. Comienzan a salir.
Poco después, Marnie roba dinero de la empresa de Mark y huye nuevamente. Mark la rastrea hasta el establo donde tiene a Forio. La chantajea para que se case con él, para disgusto de Lil, la hermana de la difunta esposa de Mark, quien está enamorada de él. 
En su crucero de luna de miel, Marnie se resiste al deseo de Mark de intimidad física, revelando que encuentra el sexo repelente. Mark inicialmente respeta sus deseos e intenta cortejarla, pero después de unas noches, discuten por la indiferencia de Marnie, y se da a entender que la viola fuera de pantalla cuando persiste y ella se queda paralizada sin consentimiento. A la mañana siguiente, ella intenta ahogarse en la piscina del barco, pero Mark la salva.
Después de escuchar a Marnie en una llamada telefónica, Lil le avisa a Mark que la madre de Marnie no está muerta, como afirmaba Marnie. Mark contrata a un detective privado para que investigue. Mientras tanto, Lil escucha a Mark decirle a Marnie que ha "pagado a Strutt" en su nombre. Lil invita maliciosamente a Strutt y su esposa a una fiesta en la mansión Rutland. Strutt reconoce a Marnie, pero Mark lo presiona para que no haga nada. Cuando Marnie luego admite haber cometido más robos, Mark trabaja para reembolsar a sus víctimas para que retiren los cargos.
Mark lleva a Forio a su propiedad, complaciendo a Marnie. Durante un fox hunt, el abrigo rojo de montar que usa uno de los cazadores desencadena otro de los ataques de Marnie.  Forio se escapa, falla un salto, se lastima las patas y queda tirado en el suelo gritando de dolor. Marnie corre frenéticamente a una casa cercana, obtiene un arma y le dispara a su caballo en un acto de eutanasia animal. Abrumada por el dolor, Marnie regresa a casa, donde encuentra la llave de la oficina de Mark. Ella va a la oficina y abre la caja fuerte, pero se encuentra incapaz de tomar el dinero, incluso después de que Mark llega y la "insta" a tomarlo para probar su nueva renuencia al robo.
Mark lleva a Marnie a Baltimore para enfrentarse a su madre y descubrir la verdad sobre el pasado de Marnie. Llegan en una tormenta eléctrica. Cuando se revela que Bernice era una prostituta, los recuerdos reprimidos durante mucho tiempo de Marnie resurgen: cuando era niña, uno de los clientes de Bernice intentó calmar a la asustada Marnie durante una tormenta eléctrica y la abrazaba y besaba. Al verlo con Marnie y creer que estaba tratando de molestarla, Bernice lo atacó. Mientras el hombre la rechazaba, Bernice se cayó y se lastimó la pierna, dejándola discapacitada. Asustada e intentando proteger a su madre, Marnie golpeó fatalmente al hombre en la cabeza con un atizador de chimenea. La vista de su sangre le provocó aversión al color rojo, la tormenta eléctrica de esa noche le provocó miedo, y la conexión de la noche mortal con el sexo le provocó repulsión por la intimidad física. Después del incidente, Bernice le dijo a la policía que ella misma había matado al hombre y rezó para que Marnie olvidara el incidente. Al comprender el motivo de su comportamiento, Marnie le pide ayuda a Mark. Se van abrazados.

## Reparto
- Tippi Hedren como Margaret "Marnie" Edgar.
- Sean Connery como Mark Rutland.
- Diane Baker como Lil Mainwaring, excuñada de Mark.
- Martin Gabel como Sidney Strutt, exjefe de Marnie.
- Louise Latham como Bernice Edgar, madre de Marnie.
- Bob Sweeney como Bob, primo de Mark.
- Alan Napier como Sr. Rutland, padre de Mark.
- Mariette Hartley como Susan Clabon, compañera de trabajo de Marnie.
- Kimberly Beck como Jessica Cotton
- Melody Thomas Scott como la joven Marnie
- Bruce Dern como el marinero de la infancia de Marnie

## Trivia
- Sean Connery participó en este film cuando su carrera estaba en ascenso debido a su papel en la saga del agente 007 James Bond y gracias también a su atractivo físico. Se cuenta que en el inicio del rodaje, Tippi Hedren comentó a Hitchcock: «Se supone que Marnie es frígida, ¿pero usted ha visto a Sean Connery?»; a lo que el director respondió: «Actuar consiste en eso».
- En la obra original, son dos los personajes masculinos que se enamoran de Marnie y compiten por sus encantos, son rivales entre sí y además compiten en lo laboral; pero Hitchcock lo reemplazó por el personaje caracterizado por Diane Baker, Lili.

- Es la segunda y última película en que Hedren colabora con Hitchcock, coartando éste su incipiente carrera en el cine debido a que la relación entre el director y la actriz empeoró manifiestamente durante el rodaje, tanto que se suele decir que los últimos días del mismo, Hitchcock acabó por darle instrucciones a través de intermediarios, a pesar de que Hedren había negado en su biografía que tal cosa llegó a suceder.[4]

## Producción
Tras filmar Psicosis (1960) Alfred Hitchcock anunció su intención de filmar la adaptación del libro de Winston Graham que terminaría siendo Marnie, la ladrona y que sería protagonizada por Grace Kelly, en lo que sería su regreso triunfal al gran cine. Había grandes ilusiones y expectaciones al respecto, pero el príncipe Rainiero, su esposo, alegando problemas en Mónaco, mostró su desacuerdo y por ello todo al final quedó en nada.
El director británico, claramente decepcionado, abandonó entonces el proyecto y se centró en el que sería su siguiente éxito, Los pájaros (1962). En dicho rodaje conoció a Tippi Hedren, de la que enseguida quedó prendado y no tardó en ofrecer a ella el papel que la inmortalizaría, el de la cleptómana y frígida Marnie.
En el guion original, Mark fuerza y viola a Marnie, pero su guionista Evan Hunter no creyó adecuada esta escena porque pensó que el público femenino rechazaría al personaje que interpretaba Sean Connery y sugirió realizar una escena alternativa más amortiguada; Hunter fue despedido dos días después de presentar el guion alternativo.
La obra cinematográfica se rodó entre el 26 de noviembre de 1963 y el 19 de marzo de 1964. Durante el rodaje se hizo el clásico cameo de Hitchcock, que aparece a los 4:47 minutos del film cuando Marnie camina por el pasillo de un edificio.
Al principio Joseph Stephano sugirió a Hitchcock en el papel de Marnie a Eva Marie Saint, Lee Remick y por supuesto a su musa de entonces, Grace Kelly, que por aquel entonces ya era Princesa Grace de Mónaco. En el caso de esta última, que ya había aceptado, fueron los súbditos monegascos quienes se opusieron a ver a su princesa en el papel de una cleptómana. Finalmente el papel de Marnie recayó en Tippi Hedren después de su actuación en el film anterior ya mencionado y que Hitchcock ya se lo había prometido a Hedren de todos modos. 
En cuanto a la actriz Diane Baker, que interpretó LilLa actriz, ella no pudo leer el guion antes de aceptar o rechazar participar en la película. Simplemente aceptó cuando le dijeron que era un proyecto dirigido por Alfred Hitchcock y que estaría protagonizada por Tippi Hedren, lo que para ella fue suficiente para decir si a él.
Después de hacer el rodaje se neutralizaron los colores usados en el film para dar relevancia al color rojo en que la protagonista manifestaba disturbios de conducta.

## Recepción
En el momento de su estreno, la cinta fracasó en taquilla y la crítica no la trató mucho mejor. Sin embargo, con el tiempo, el filme fue considerado como una de las obras más poéticas y liberadas de Hitchcock, al igual de que se convirtió en una pequeña joya del thriller psicológico.